# Manfredo da Limidi
Manfredo da Limidi (... – 1096 circa) è stato un condottiero italiano e feudatario. Da questi derivarono tutte le famiglie dette Figli di Manfredo.

## Biografia
Manfredo da Limidi, dal nome del castello di Limidi in cui abitò, o Manfredo da Sorbara, era figlio di Adalberto, governatore di Mantova per Bonifacio di Canossa nel 1047.
Fu un vassallo della grancontessa Matilde di Canossa e visse alla sua corte. Nel 1071 fu testimone di una donazione fatta da Beatrice di Lotaringia, madre di Matilde, all'abbazia di Frassinoro.
Combatté per Matilde di Canossa nel 1092 contro l'esercito dell'imperatore Enrico IV di Franconia, rimanendo prigioniero per tradimento di un condottiere chiamato Ugone.
In un documento datato 14 luglio 1096, la vedova Alda e i figli Ugo, Alberto e Bernardo donarono, per l'anima del defunto Manfredo, al monastero di San Prospero di Reggio due terreni in località Corticella.

## Discendenza

Stemma originario della casata dei Pico della Mirandola (1311-1432)

Manfredo sposò una certa Alda ed ebbero cinque figli:
- Alberto, viveva nel 1113 e il cui figlio Pico de' Manfredi fu il capostipite della famiglia Pico, signori della Mirandola
- Bernardo, il cui figlio Pio I Pio fu il capostipite della famiglia Pio di Savoia[7]
- Guido (?-1174), feudatario della Chiesa da cui derivarono le famiglie Padella, Papazzoni e Pedoca
- Federico, religioso
- Ugo, fu investito il 26 gennaio 1115 da Matilde di Canossa della corte di Quarantola[8] e della rocca di Mirandola.